# Baramia vorax
Baramia vorax – gatunek kosarza z podrzędu Laniatores i rodziny Podoctidae.

## Występowanie
Gatunek endemiczny dla wyspy Borneo.